# يوشيوكي هاتو
يوشيوكي هاتو (باليابانية: 波戸 善行) (8 أغسطس 1977 في هيوغو في اليابان – )؛ هو لاعب كرة قدم سابق كان يلعب كلاعب وسط.